# Yehoshua Grossbard
Yehoshua Grossbard (hebr. יהושע גרוסברד, pol. Jehoszua Grosbard) (ur. 14 marca 1900 w Serocku, zm. 23 czerwca 1992 w Hajfie, w Izraelu) – izraelski malarz pochodzący z Polski.

## Życiorys
Urodził się jako Szyja (Jehoszua) Wielkobroda, syn Chaima Hersza Wielkobrody i Geny Miriam Blumberg, brat poety Josela Grosbarda. Pochodził z jednego z najstarszych rodów żydowskich w Serocku, rodzina Wielkobrodów stała się znacząca od połowy XIX wieku, gdy dzierżawiła dochody z czopowego i posiadała kaszarnię. Dziadek artysty Lejzor Wielkobroda był szkolnikiem, czyli pomocnikiem rabina, a ojciec introligatorem i malarzem pokojowym. W 1911 rodzina przeprowadziła się do Ciechanowa, gdzie Jehoszua ukończył jesziwę i szkołę publiczną, ponadto pomagał ojcu przy budowaniu, dekorowaniu i tworzeniu malowideł w synagogach. W 1918 przeprowadzili się do Warszawy, wówczas zaczęli używań nazwiska Grosbard. Jehoszua w 1926 rozpoczął studia malarstwa na Uniwersytecie Stefana Batorego w Wilnie, po roku przerwał je i powrócił do Warszawy, gdzie przez rok kontynuował naukę w Akademii Sztuk Pięknych w Warszawie w pracowni prof. Tadeusza Marczewskiego, przystąpił wówczas do Żydowskiego Towarzystwa Krzewienia Sztuk Pięknych i wystawiał prace na wystawach zbiorowych. Podczas studiów w Warszawie poznał Batię Friedkes, która w 1938 emigrowała do Mandatu Palestyny. W 1939 wyemigrował dołączając do narzeczonej, pobrali się i zamieszkali w Hajfie. Początkowo pracował jako kolorysta, w 1945 wstąpił do Stowarzyszenia Malarzy i Rzeźbiarzy Ziemi Izraela. Dowiedział się wówczas, że podczas II wojny światowej stracił całą pozostałą w Polsce rodzinę, zginęli w styczniu 1943 w obozie Auschwitz-Birkenau. Kontynuował naukę malarstwa, w 1953 wstąpił do Partii Postępu. Należał do grona założycieli wioski artystów En Hod, w 1955 przez pół roku przebywał w Paryżu, gdzie doskonalił sztukę malarską w Académie de la Grande Chaumière. Wielokrotnie wystawiał swoje prace na wystawach indywidualnych i zbiorowych, głównie w Izraelu. Angażował się w działalność izraelskich ziomkostw Żydów z Ciechanowa i z Serocka, brał udział w powstawaniu ksiąg pamięci obu tych miast – Sefer Ciechanow i Sefer Serock. W 1990 zamieszkał w Pardes Channa-Karkur, zmarł w 1992 w Hajfie.

## Twórczość
Wczesne prace Grossbarda, z czasów jego pobytu w Polsce, nie zachowały się. Po emigracji do Izraela tworzył głównie obrazy olejne na małą skalę. Jego prace przedstawiały miejski krajobraz Hajfy. Cechuje je podkreślanie wymiaru światła i koloru, pod wpływem sztuki postimpresjonistycznej. W latach 60. XX wieku zaczął też tworzyć wycinanki z motywami ludowymi lub zaczerpniętymi z literatury żydowskiej.